# Ambasadorowie Chin w Indonezji
Chińska Republika Ludowa od chwili ustanowienia oficjalnych stosunków dyplomatycznych z Republiką Indonezji w 1950 roku posiadają w tym kraju swojego ambasadora.
| L.p. | Ambasador     | Okres pełnienia funkcji       |
| ---- | ------------- | ----------------------------- |
| 1.   | Wang Renshu   | sierpień 1950 – listopad 1951 |
| 2.   | Huang Zhen    | listopad 1954 – czerwiec 1961 |
| 3.   | Yao Zhongming | sierpień 1961 – kwiecień 1966 |
| 4.   | Qian Yongnian | październik 1990 – maj 1995   |
| 5.   | Zhou Gang     | sierpień 1995 – luty 1998     |
| 6.   | Chen Shiqiu   | marzec 1998 – kwiecień 2002   |
| 7.   | Lu Shumin     | maj 2002 – luty 2005          |
| 8.   | Lan Lijun     | marzec 2005 – maj 2008        |
| 9.   | Zhang Qiyue   | od sierpnia 2008              |